# بژسکا
بژسکا (به لهستانی:  Brzyska) یک روستا در لهستان است که در گمینا بژسکا واقع شده‌است. بژسکا ۱٬۹۰۰ نفر جمعیت دارد.